# PERFECT SELECTION.3
『PERFECT SELECTION.3』（パーフェクト セレクション スリー）は、Luis-Mary通算4枚目のベスト・アルバム。1998年3月18日発売。
発売元は日本クラウン。

## 解説
- "PERFECT SELECTION" シリーズの3枚目。
- メジャーデビュー後のシングルのAB両面を含む。
- 2nd, 3rdアルバムから4曲ずつ収録。
- Luis-Mary解散からおよそ5年後にリリースされた。その頃は、ヴォーカルの灰猫がT.M.Revolutionとしてシングル・アルバム共にミリオンヒットを達成した、人気絶頂の頃である。
- 本作がLuis-Mary名義最後の作品である。

## 収録曲
1. RAINY BLUE (Single Mix)　　from 1st single "RAINY BLUE"
  - 作詞:丸山武久・西川貴教／作曲:丸山武久
2. 〜Beloved〜 (Single Mix)　　from 1st single "RAINY BLUE" 
  - 作詞:西川貴教／作曲:西川貴教・山下善次
3. WHiSPER(in your eyes)　　from 2nd single "WHiSPER(in your eyes)" 
  - 作詞:西川貴教／作曲:有田賢
4. 硝子細工の仔猫のように　　from 2nd single "WHiSPER(in your eyes)" 
  - 作詞:有田賢・西川貴教／作曲:山下善次
5. DRIVE ME MAD　　from 3rd single "DRIVE ME MAD" 
  - 作詞:西川貴教／作曲:丸山武久
6. OPEN YOUR HEART　　from 3rd single "DRIVE ME MAD" 
  - 作詞:西川貴教／作曲:山下善次
7. GO AHEAD (instrumental)　　from "砂漠の雨" 
  - 作曲:丸山武久・斎藤光浩
8. Cry out for murder　　from "砂漠の雨"
  - 作詞:西川貴教／作曲:西川貴教
9. CONQUEST -spider's wed-　　from "砂漠の雨" 
  - 作詞:西川貴教／作曲:丸山武久
10. ALL OVER (instrumental)　　from "砂漠の雨"
  - 作曲:丸山武久・斎藤光浩
11. T:V 〜TRANS・VISION〜　　from "RUSH" 
  - 作詞:西川貴教／作曲:山下善次
12. JACK＋KNIFE　　from "RUSH" 
  - 作詞:西川貴教／作曲:西川貴教
13. NINETIE'S BLAME 〜嘆きの種族〜　　from "RUSH" 
  - 作詞:西川貴教／作曲:丸山武久
14. PRIDE　　from "RUSH"
  - 作詞:西川貴教／作曲:山下善次

## 関連作品
- PERFECT SELECTION
- PERFECT SELECTION.2